# Augustus Henry Mounsey
Augustus Henry Mounsey (Carlisle, 27 agosto 1834 – Bogotà, 10 aprile 1882) è stato un ambasciatore, viaggiatore e scrittore britannico.

## Biografia
Studente della Rugby School dal 1849, nel 1857 iniziò la propria carriera diplomatica lavorando come funzionario presso numerose ambasciate britanniche per il mondo, segnatamente quelle in Portogallo, Hannover, Toscana, Impero austro-ungarico e Francia.
La sua attività diplomatica lo portò quindi a viaggiare molto, e tra il 1865 e il 1866 intraprese un impegnativo viaggio in Persia. Durante il soggiorno persiano si scontrò più volte con le autorità locali, soprattutto dopo i pogrom subiti dagli ebrei iraniani nella città di Barfurush, che portarono Mounsey e l'ambasciatore britannico a Teheran ad assisterli e a perorare la loro causa con lo scià di Persia Naser al-Din Shah Qajar. Nel 1872 pubblicò i propri scritti e appunti di viaggio persiani, divenendo il primo viaggiatore europeo a pubblicare una guida dettagliata sulla Persia. I proventi della vendita del libro furono destinati da Mounsey ad aiutare la popolazione persiana colpita l'anno precedente da una grave carestia.
Fu poi inviato in Giappone, dove si interessò particolarmente della ribellione di Satsuma, redigendone un dettagliato resoconto, prima ricerca occidentale di carattere storico-politico effettuata sul Giappone. In seguito servì presso l'ambasciata britannica di Atene. Nel 1881 fu nominato ambasciatore britannico negli Stati Uniti di Colombia, ma l'anno successivo contrasse una malattia respiratoria e morì nella capitale colombiana durante l'esercizio della sua funzione.

## Opere
- (EN) Augustus Henry Mounsey, A Journey Through the Caucasus and the Interior of Persia: With a Map, 1872.
- (EN) Augustus Henry Mounsey, The Satsuma Rebellion, an Episode of Modern Japanese History, 1879.